# Lyrotylus modestus
Lyrotylus modestus är en insektsart som beskrevs av Bei-bienko 1956. Lyrotylus modestus ingår i släktet Lyrotylus och familjen gräshoppor. Inga underarter finns listade i Catalogue of Life.